# 伯益
伯益（？—？），嬴姓，名益，大業之子。伯益因助禹治水有功，故受帝舜賜姓嬴，是古代嬴姓的始祖。伯益是蜚廉的祖先，亦是春秋战国时代秦国、赵国、徐国王室的祖先。

## 簡介
相傳益善於畜牧和狩獵，助禹治水有功，伯益因治水有功被舜封于梁山，建立梁国。夏禹对舜说：“非予能成，亦大费为辅。”舜对伯益說：“咨尔费，赞禹功，其赐尔皂游。尔后嗣将大出。” 因而被禹選為繼承人。《史記》記載禹死禪讓予益繼位，但四方諸侯比較屬意禹之子啟，於是益禪讓予啟後隱居到箕山南麓。亦有一說稱禹生前即暗中要求啟厚植實力以取代益。但據《竹書紀年》記載，禹死後由禹之子啟繼位，益則因與啟發生爭執，帝启六年，被啟殺死。
相傳益發明鑿井技術，後來被奉為井神。這反映出遠古时代的人們已經掌握這種技術，懂得利用井水解決生活用水和灌溉農田。益有两子，长子大廉，为鸟俗氏；次子若木，为费氏，若木在夏启九年（中国断代工程计算为前2061年），被啟封在徐（徐國，今山东中南部，郯城一带）。

## 其他
《水经·洛水注》载西晋永平元年九山《百虫将军显灵碑》云：“将军姓伊氏，讳益，字隤敳，帝高阳之第二子伯益也。”梁玉绳直指此说不可信。

### 子女
- 大廉：伯益之長子，蜚廉的祖先，同時也是秦國、趙國王室的祖先。
- 若木：伯益之次子，徐國的建立者。

### 後裔
- 費昌：伯益後裔。
- 費仲：伯益後裔，商紂王的大臣。
- 蜚廉：伯益後裔，商紂王的大將，惡來、季勝之父，同時也是秦國、趙國王室的祖先。